# اشتباك بالأيدي
اشتباك بالأيدي (بالإنجليزية: Fist Fight) هو فيلم كوميدي أمريكي صدر في سنة 2017. من بطولة آيس كيوب وتشارلي داي وتريسي مورغان وكرستينا هندريكس.

## القصة
يتحدث الفيلم عن صراع بين الاساتذة داخل المدرسة اثر قرار الاستغناء عن عدد منهم

## الميزانية والإيرادات
بلغت تكلفة إنتاج الفيلم حوالي 25 مليون بينما حقق إيرادات تقدر بـ 41 مليون.

## روابط خارجية
- اشتباك بالأيدي على موقع IMDb (الإنجليزية)
- اشتباك بالأيدي على موقع روتن توميتوز (الإنجليزية)
- اشتباك بالأيدي على موقع نتفليكس (الإنجليزية)
- اشتباك بالأيدي على موقع ألو سيني (الفرنسية)
- اشتباك بالأيدي على موقع Turner Classic Movies (الإنجليزية)
- اشتباك بالأيدي على موقع أول موفي (الإنجليزية)
- اشتباك بالأيدي على موقع بوكس أوفيس موجو (الإنجليزية)
- اشتباك بالأيدي على موقع فيلمافينيتي (الإسبانية)
- اشتباك بالأيدي على موقع قاعدة بيانات الفيلم (الإنجليزية)
- اشتباك بالأيدي على موقع ليتربوكسد (الإنجليزية)